# 東北麥克亨利 (北達科他州)
東北麥克亨利（英語：Northeast McHenry）是位於美國北達科他州麥克亨利縣的一個未組織地區。

## 地方資料
東北麥克亨利的面積為280.01平方千米，當中陸地面積為278.82平方千米，而水域面積為1.18平方千米。根據2010年美國人口普查的數據，當地共有人口98人，而人口密度為每平方千米0.35人。